# Spryginia crassifolia
Spryginia crassifolia är en korsblommig växtart som först beskrevs av Viktor Petrovitj Botjantsev, och fick sitt nu gällande namn av Viktor Petrovitj Botjantsev. Spryginia crassifolia ingår i släktet Spryginia och familjen korsblommiga växter. Inga underarter finns listade i Catalogue of Life.